# Dalton (band)
 For alternative betydninger, se Dalton. (Se også artikler, som begynder med Dalton)
Dalton er et dansk fritidsband bestående af Lars Lilholt, Johnny Madsen og Allan Olsen. De mødtes første gang i 1983 og spillede sammen af og til inden den første plade, Dalton , udkom i 1992. Gruppen gik i opløsning umiddelbart efter den turne der var arrangeret i forbindelse med pladeudgivelsen.
Ablummet blev nomineret til Årets Danske Album ved Danish Music Awards i 1993  og vandt prisen for Årets Danske Folk/Country/Blues Udgivelse dette år.
Bandet blev gendannet for en enkelt aften i 2005, men der gik yderligere fire år inden opfølgeren til den første plade var klar i 2009, hvor Tyve Ti udkom. Udgivelsen blev fulgt op at en helt udsolgt turne i februar-marts 2010. Dalton spillede desuden på adskillige musikfestivaler henover sommeren 2010.

## Diskografi
- Dalton (1992)
- Tyve Ti (2009)
- Dalton Var Her! (2010)